# Gilles Arnaudiès
Pour les articles homonymes, voir Arnaudiès.
Pas d'image ? Cliquez ici

a Compétitions nationales et continentales officielles uniquement.

Dernière mise à jour le 5 juin 2013.
Gilles Arnaudiès, né le 15 juillet 1990 à Perpignan (Pyrénées-Orientales), est un joueur français de rugby à XV évoluant au poste de Troisième ligne aile et centre au sein de l'effectif du Céret sportif.  Il est issu de l'école de rugby de Céret jusqu'en minimes, puis a intégré l'USAP Cadet et le pôle espoirs de Béziers.

## Carrière
- Céret sportif
- Perpignan Espoir (capitaine)
- RC Narbonne
- Céret sportif

## Sélections
- France U 18
- France U 19
- Pôle France 2008/2009